# Ludzie żywi
Ludzie żywi – zbiór esejów autorstwa Tadeusza Boya-Żeleńskiego, powstających w latach 1927-1928. Autor przedstawił w nich sylwetki twórców polskich współczesnych sobie: Stanisława Przybyszewskiego, Stanisława Wyspiańskiego, Witolda Wojtkiewicza oraz tworzących we wcześniejszych epokach: Artura Grottgera i Narcyzy Żmichowskiej.

## Treść
Zbiór wydany w roku 1929 jako całość, składa się z pięciu części poświęconych wybranym artystom, oraz uzupełnień i przypisów zawierających korespondencję przesłaną autorowi w związku z poszczególnymi tekstami.
Każdy z biogramów stworzonych przez Żeleńskiego osadzony został w precyzyjnie określonym i dokładnie opisanym kontekście kulturowym i obyczajowym danej epoki.
Na tak zbudowanym tle Boy-Żeleński przedstawił życiorysy znanych ludzi w związku z ich twórczością w kolejnych okresach życia lub poszczególnymi dziełami. Każda z pięciu części, zatytułowana nazwiskiem osoby której została poświęcona, składa się z jednego lub większej liczby pojedynczych okolicznościowych artykułów na wybrane tematy, powiązane osobą artysty.
Teksty poświęcone Przybyszewskiemu dotyczą jego życia prywatnego i działalności w okresie pobytu w Krakowie. Sylwetka Wyspiańskiego przedstawiona została czytelnikowi w kontekście premiery "Wesela" i jej reperkusji. Inspiracją dla Żeleńskiego przy tworzeniu artykułów na temat życia i twórczości Narcyzy Żmichowskiej stała się natomiast korespondencja prowadzona przez pisarkę i matkę literata, podobnie rozdział dotyczący Artura Grottgera inspirowany był opublikowaną w gazecie korespondencją prywatną  oraz bliską przyjaźnią malarza z Władysławem Żeleńskim – ojcem pisarza.

## Znaczenie tytułu
Tytuł utworu stanowi nawiązanie do słów autora, który postulował odejście od dydaktyki w tworzeniu biografii na rzecz głębszego wniknięcia w życie osobiste znanych osób. Swoje stanowisko opierał na poglądzie, że życie prywatne istotnie wpływa na dokonania tych osobistości, szczególnie artystów i jest kluczem do zrozumienia ich działań oraz reprezentowanych postaw.

[...] literaturę, sztukę tworzą nie 'izmy', ale żywi ludzie, [...] samo ich istnienie bywa nieraz tworem artystycznym i że ratowanie przed falą niepamięci tych żywych istnień jest pierwszym zadaniem nas, współczesnych.